# Zahnflügelfalter
Die Zahnflügelfalter, wissenschaftlicher Name Epermeniidae, sind eine weltweit verbreitete Familie der Schmetterlinge ("Kleinschmetterlinge"). 17 Arten der durchweg kleinen und unscheinbar gefärbten Falter kommen in Deutschland vor.

## Merkmale
Die Falter erreichen eine Flügelspannweite zwischen 8 und 20 Millimeter und haben schmale, spitze Flügel. Der Kopf ist glatt oder aufgerichtet (rau) beschuppt, Ocellen und Chaetosemata fehlen. Die fadenförmigen Antennen erreichen etwa die Hälfte bis vier Fünftel der Vorderflügellänge, ihre Geißel ist dicht mit Haaren (Setae) bedeckt, die vor allem beim Männchen auffällig sind. Das Grundglied (Scapus) trägt in der Regel einen Schuppenkamm (Pecten). Der Saugrüssel ist kurz und unbeschuppt, die Maxillarpalpen kurz und dreigliedrig, die Labialpalpen oft sehr lang, sie sind nach oben gerichtet. Die Vorder- wie die Hinterflügel sind lang und schmal, lanzettlich geformt und laufen meist in eine Spitze aus. Die Vorderflügel sind grau, braun oder ockerfarben, in der Regel mit einer dunklen Flecken- oder Bindenzeichnung, die Hinterflügel grau und einfarbig. Die Vorderflügel vieler Arten besitzen am oberen Rand Schuppenbüschel, die vor allem beim sitzenden Falter sehr auffällig sein können, von dieses "Zähnen" auf den Flügeln ist der Name der Familie abgeleitet. Die Hinterflügel tragen an der Hinterkante einen breiten Fransensaum, der deutlich breiter als die Flügelfläche sein kann. Männchen besitzen ein Frenulum aus einer Borste, beim Weibchen sind es zwei kürzere. In Ruhelage werden die Flügel dachförmig über dem Hinterleib getragen. Die Flügeladerung entspricht beinahe dem Grundplan, nur in der Gattung Ochromolopsis ist eine Ader reduziert (vermutlich der zweite Ast des Cubitus). Die Querader CuP ist als hohle Ader nahe der Flügelspitze vorhanden. An den Laufbeinen tragen die Vordertibien keinen, die Mitteltibien zwei und die Hintertibien vier Sporne (zwei Paare unterschiedlicher Länge), die Vordertibien besitzen eine Epiphyse. Die Hintertibien tragen lange, steife Borsten auf der Ober- und Unterseite (nicht nur auf der Oberseite wie die ähnlichen Schreckensteiniidae).
Die Eier sind abgeflacht mit ovalem Umriss, die Eihülle trägt an der Oberfläche ein Netz aus scharfen Rippen. Eier werden einzeln, nicht in Gelegen, abgelegt. Die Raupen sind in der Regel gelb oder grün gefärbt, ihre Kutikula ist in den nicht sklerotisierten Teilen fein bedornt. Die Stigmen sind klein, die auf dem achten Abdominalsegment größer und mehr dorsal liegend. Die Bauchbeine am Hinterleib sind meist lang und auffallend, ihre Hakenkränze geschlossen kreisförmig oder mit einer schmalen Unterbrechung. Bei der Puppe sind die Extremitäten untereinander, aber nicht mit dem Rumpf verklebt. Dorsale Dornen auf dem Hinterleib sind nicht ausgebildet, aber das neunte Hinterleibssegment trägt an den Seiten ein Paar tiefe Gruben. Das Hinterende ist in eine kleine Spitze mit mehreren hakenförmigen Borsten ausgezogen.

## Lebensweise
Raupen der Zahnflügelfalter fressen extern an Blättern, einige Arten sind Minierer in Blättern oder bohren in Samen, Früchten, Knospen oder Blütenköpfen. Alle paläarktischen Arten fressen entweder an Doldenblütlern (Apiaceae) oder an Santalaceae der Gattung Thesium. In anderen Regionen leben viele Arten an Santalaceae, andere aber an einer Vielzahl anderer, nicht unbedingt nahe verwandter Pflanzenfamilien. Bei einigen Arten spinnen die Raupen mehrere Blätter zu einem Schlupfwinkel zusammen. Falter sind teilweise tag-, teilweise nachtaktiv. Bei den meisten Arten kommen zwei Generationen im Jahr vor, es überwintert die Puppe im Boden (selten auch auf der Nahrungspflanze) in einem lose gesponnenen Kokon.

## Systematik, Taxonomie, Phylogenie
Die Familie umfasst 126 Arten (Stand: 2011), wobei zahlreiche Arten in den vergangenen Jahren neu beschrieben wurden, fast alle durch den Entomologen Reinhard Gaedike. Es werden zahlreiche noch unbeschriebene Arten vermutet. Aus Europa werden 25 Arten angegeben.
Sie wird in zwei Unterfamilien gegliedert, die beide in Mitteleuropa vorkommen:
- Ochromolopinae
- Epermeniinae

Die Familie wurde traditionell meist in die Yponomeutoidea einbezogen. Heute wird sie monotypisch in eine eigene Überfamilie Epermenioidea gestellt. Ihre genaue systematische Stellung und ihr Schwestergruppenverhältnis sind noch nicht geklärt. Nach morphologischen Merkmalen werden sie mit zahlreichen weiteren Überfamilien in eine im Detail nicht auflösbare Gruppe, die Nicht-obtectomeren Apoditrysia gestellt. Bei einer molekularen Studie (anhand homologer DNA-Sequenzen) ergaben sich Beziehungen zur Gattung Copromorpha (Überfamilie Copromorphoidea, Familie Copromorphidae), außerdem wären sie demnach in die Obtectomera einzubeziehen und wären relativ nahe mit den Tagfaltern (Überfamilie Papilionoidea) verwandt.

## Ökonomische Bedeutung
Epermenia chaerophylella soll gelegentlich auf kultivierten Doldenblütlern schädlich werden. Eine australische Art, Paraepermenia santaliella, bohrt in Früchten von Quandong (Santalum acuminatum, Santalaceae), deren süße Früchte in Australien viel gesammelt werden und die regional kommerzielle Bedeutung besitzen.